# Kålabro naturreservat
Kålabro naturreservat är ett naturreservat i Falkenbergs kommun i Hallands län.
Området är naturskyddat sedan 2019 och är 135 hektar stort. Naturreservatet ligger strax nordostom Okome och omfattar höjden Långehall och våtmarksområden nedanför. Det består av gammal bokskog, täta ekskogar och tallskogar, med alskog och lövsumpskog utmed vattendrag och våtmarker.